# Лазюк, Геннадий Ильич
Геннадий Ильич Лазюк (2 апреля 1927, Минск, БССР, СССР — 8 октября 2021 года) — советский, белорусский и российский генетик, член-корреспондент Академии медицинских наук СССР (1986), член-корреспондент РАМН (1992), член-корреспондент Национальной академии наук Белоруссии (1995), член-корреспондент РАН (2014).

## Биография
Родился 2 апреля 1927 года в Минске в семье рабочего.
В 1950 году — окончил Минский государственный медицинский институт, затем по распределению работал патологоанатомом в Мозырской областной больнице.
С 1957 по 1959 годы — санитарный врач Облпотребсоюза.
С 1959 по 1967 годы — заведующий патологоанатомическим отделением Дорожной больницы.
С 1967 по 1981 годы — старший научный сотрудник, заведующий лабораторией ЦНИЛ Минского медицинского института
В 1967 году защитил кандидатскую диссертацию, тема: «Каузальный генез уродств», а в 1976 году — докторскую диссертацию, тема: «Патологическая анатомия хромосомных болезней».
С 1981 по 1988 годы — директор филиала Института медицинской генетики АМН СССР.
В 1986 году избран членом-корреспондентом АМН СССР.
С 1988 года — директор НИИ наследственных и врожденных заболеваний Министерства здравоохранения Республики Беларусь.
В 1995 году избран членом-корреспондентом Национальной академии наук Белоруссии.
С 2005 года — главный научный сотрудник Белорусского государственного медицинского университета.
В 2014 году стал членом-корреспондентом РАН (в рамках присоединения РАМН и РАСХН к РАН).
Геннадий Ильич Лазюк умер 8 октября 2021 года.

## Научная деятельность
Вел исследования, посвященные изучению генетики, фенотипических проявлений и диагностики хромосомных синдромов, синдромов пороков развития нехромосомной этиологии, эпидемиологии пороков развития, а также с организацией системы генетического мониторинга в Беларуси.
Уделял большое внимание исследованию генетических последствий катастрофы на Чернобыльской АЭС и методам профилактики наследственной патологии.
Автор более 320 научных работ, в том числе 10 монографий, 4 руководствах, 6 справочниках.
Под его руководством защищено 45 диссертаций.

## Награды
- Заслуженный деятель науки Республики Беларусь (2000)